# Дом гражданского губернатора (Чернигов)
Дом гражданского губернатора или Дом, где размещался Богунский полк и работал А. И. Родимцев — Герой Советского Союза, советский военный деятель — памятник архитектуры и истории местного значения в Чернигове. Сейчас в здании размещаются Военная прокуратура Черниговского гарнизона и Военно-музыкальный центр Сухопутных войск Вооружённый сил Украины.

## История
Решением исполкома Черниговского областного совета народных депутатов трудящихся от 31.05.1971 № 286 присвоен статус памятник истории местного значения с охранным № 53 под названием Дом, где размещался Богунский полк и работал А. И. Родимцев — Герой Советского Союза, советский военный деятель. Имеет охранную зону, согласно правилам застройки и использования территории.
Приказом Департамента культуры и туризма, национальностей и религий Черниговской областной государственной администрации от 12.11.2015 № 254  присвоен статус памятник архитектуры местного значения под названием — Дом гражданского губернатора.

## Описание
Дом был построен на Смоленской улице (сейчас Шевченко) в 1896—-1899 годы. Архитектор — Маркелов М. Д. Двухэтажный, каменный, прямоугольный в плане дом с крыльцом со стороны главного входа. Является примером архитектуры неоклассицизма.
У 1896 р. Міністерство внутрішніх справ визнало необхідним виділити 10 тис. крб. на будівництво нового губернаторського будинку, оскільки попередня майже сторічного віку дерев’яна споруда вже не підлягала реконструкції. 27 липня начальник губернії заклав перший камінь двоповерхового приміщення по вул. Смоленській. Будівництво, на яке загалом витратили 56 тис. крб., відбувалось протягом трьох років за проектом архітектора М.Д. Маркелова під наглядом спеціально утвореної комісії на чолі з віце-губернатором О.С. Долгово-Сабуровим. 14 листопада 1899 р. новобудову освятили у присутності 180 гостей
12-19 января 1918 года в здании размещался Штаб Богунского полка под командованием Николая Александровича Щорса. С этого здания 12 января было отправлено сообщение про то, что Армия УНР была выбита из города Чернигова.
В 1960-1969 годы здание служило штабом (1-й Гвардейской общевойсковой армии Киевского военного округа), которым в период 1960-1966 годы командовал Александр Ильич Родимцев. Затем здесь размещался Черниговский дом офицеров. Сейчас в здании размещаются Военная прокуратура Черниговского гарнизона и Военно-музыкальный центр Сухопутных войск Вооружённый сил Украины. Здание расположено в границах специальной территории (ВСУ).
Мемориальные доски:
1. Дважды Герою Советского Союза Александру Ильичу Родимцеву — на доме, где работал (доска мрамор, 1972 год)[4]
2. Штабу Богунского полка — демонтирована — на доме, где размещался (январь 1919) (доска 1972 год)